# Sándor Petőfi
Sándor Petőfi (n. 1 ianuarie 1823, Kiskőrös, Regatul Ungariei, Imperiul Austriac – d. 31 iulie 1849, Albești, Principatul Transilvaniei, Imperiul Austriac) a fost un poet romantic maghiar,născut într-o familie de origine sârbă, erou al Revoluției de la 1848 din Ungaria și Transilvania.

## Tinerețea
S-a născut într-o familie modestă: tatăl său, Ștefan Petrovics (n. 15 august 1791 - d. 21 martie 1849), era un meșter măcelar dintr-o familie sârbă din comitatul Nitra, iar mama sa, Maria Hrúz (n. 26 august 1791 - d. 17 mai 1849), era de origine burgheză slovacă din Kecskemét. Sándor Petőfi a fost botezat în biserica luterană din Kiskőrös.
Avea șapte ani când s-au mutat la Kiskunfélegyháza, pe care mai târziu avea să îl considere orașul său natal. Tatăl lui a încercat să-l dea la cele mai bune școli. În total Petőfi a învățat la nouă școli, având vârsta de abia 5 ani când a început școala. Când poetul a împlinit vârsta de 15 ani, familia lui și-a pierdut toată averea ca urmare a inundațiilor din 1838 și a girării unei rude. Petőfi a fost nevoit să părăsească școala și să lucreze ca actor la Pesta, învățător la Ostffyasszonyfa și soldat în Sopron.

## Poetul

Bustul lui Sándor Petőfi la Oradea

După multe călătorii aventuroase, a ajuns să fie studentul colegiului din orașul transdanubian Pápa, unde l-a întâlnit cu scriitorul Mór Jókai, care avea să îi devină prieten. După un an, în 1842, i-a fost publicată în ziarul Athenaeum o poezie pe care a semnat-o Petrovics Sándor. În același an, la 3 noiembrie, a publicat prima poezie semnată Petőfi.
La început, el era mult mai interesat de actorie și în vara anului 1841 și-a început scurta carieră în acest domeniu. A făcut parte din trupa lui Károly Sepsy, cu doar 6 actori. Fiind o trupă foarte săracă, a renunțat la actorie la sfârșitul acestui an și a hotărât să își continue studiile la colegiul din Pápa. În 1844 a mers pe jos de la Debrețin până la Pesta ca să găsească un editor pentru poeziile lui. În poeziile lui, foarte apreciate, folosea elemente populare, tradiționale, deseori cu rime folosite și în cântecele populare. În 1845 a scris cea mai lungă lucrare, poemul narativ „János vitéz”.
În 1846 a întreprins o călătorie la Carei, unde l-a cunoscut pe contele opoziționist Sándor Teleki și pe viitoarea lui soție, Júlia Szendrey. În 1847 a coborât într-o mină din Baia Mare, ocazie cu care a scris poezia „În mină”. Cei doi s-au căsătorit pe 8 septembrie 1847 în capela Castelului Károlyi din Ardud. Soții Petőfi au locuit în Coltău între 8 septembrie 1847 și 20 octombrie 1847. În timpul acesta Sándor Petőfi a scris cele mai frumoase poezii de dragoste. În anul 1847 a formulat crezul său poetic și politic: „Dacă poporul va fi stăpân în poezie, nu va fi departe să stăpânească și în politică, iată ce ne învață acest secol, iată țelul pe care trebuie să-l urmărim... Sus poporul, în iad aristocrația!”

## Revoluționarul

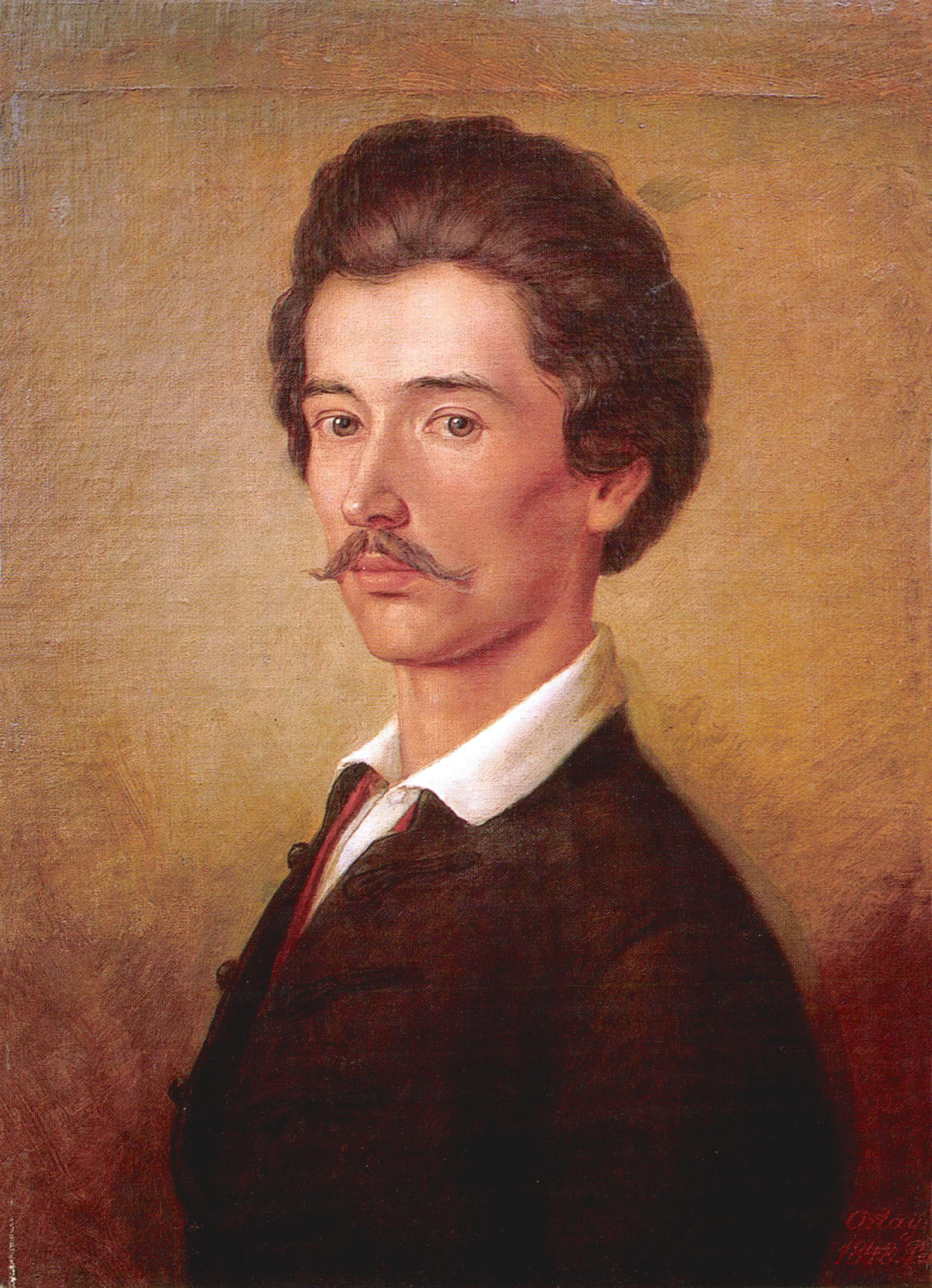
Orlai Petrics Soma: portretul lui Sándor Petőfi (anii 1840)

În 1848 a participat activ la revoluție. La 16 septembrie a scris proclamația de egalitate și s-a înrolat în armată. Superiorii lui nu au fost mulțumiți de el, întrucât era recalcitrant și ataca fățiș conducerea ineficientă a armatei. Soția sa Júlia a dat naștere fiului lor, Zoltán, la 15 decembrie. Petőfi a fost nevoit să ceară o permisie, iar adversarii săi din armată l-au acuzat de lașitate. 
Din cauza acestor atacuri împotriva sa, într-o scrisoare plină de demnitate, a cerut să fie primit în armata lui Bem, în Ardeal. La 19 ianuarie 1849 a plecat prin Mediaș la Slimnic, unde a fost primit cu deosebită căldură de generalul Bem și a participat prima oară la luptă. A fost distins cu „Medalia pentru merite în război”.
La 30 iulie 1849, în încercuirea făcută de trupele țariste în bătălia de la Albești, poetul Sándor Petőfi a fost dat dispărut. Unii susțin că și-a aflat moartea în timpul retragerii, alții că ar fi fost dus prizonier de război în Rusia țaristă.

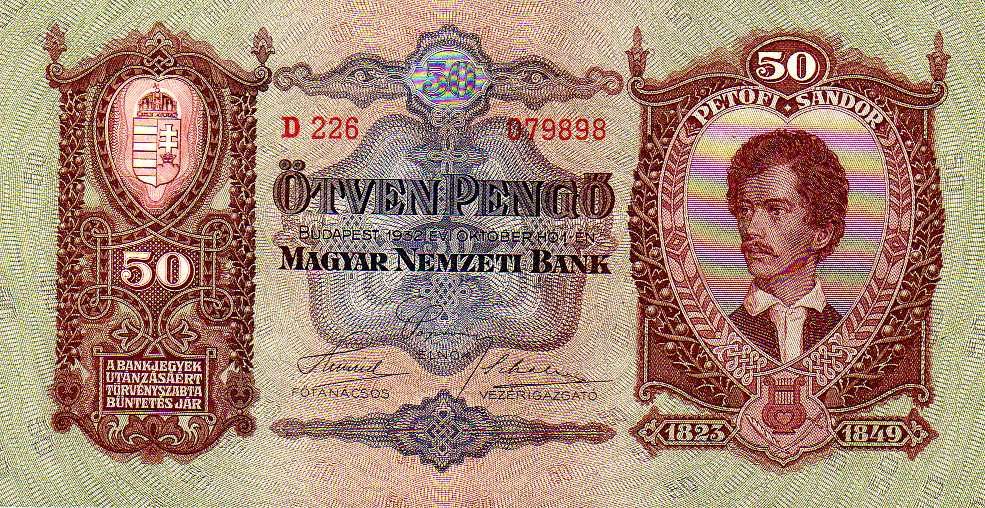

## Principalele opere literare
- Viorele (1843)
- Scrisori de drum (1844)
- János vitéz (János cel viteaz)  (1845)
- La sfârșit de septembrie (1847)
- În numele poporului (1847)
- Libertate, dragoste... (1847)
- Apostolul (1848)
- Cântec național (1848)
- S-a trezit marea (1848)
- Cum să te numesc? (1848)
- Europa e liniștită, iarăși e liniștită... (1849)

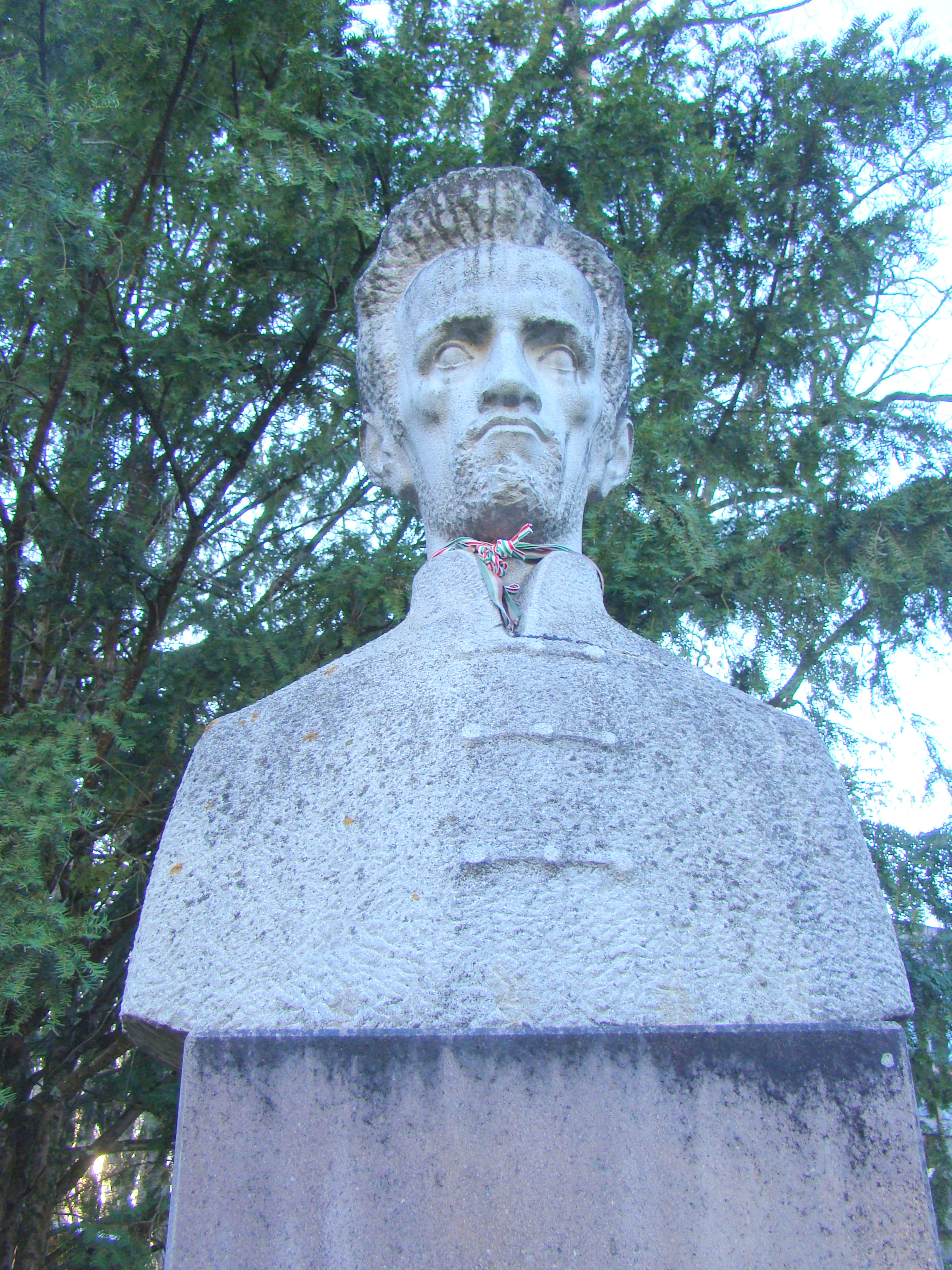
Bustul lui Sándor Petőfi din Sovata

- Tisa
- Regilor
- Politicienilor maghiari
- Pentru János Arany
- Lui Laci Arany
- Câmpia
- Dietei naționale
- Un gând mă frământă pe mine...
- Plan nereușit
- Toamna a venit, iar a venit...
- Domnul Pál Pató
- Destin, deschide-mi spațiul...

## Posteritate
Anul 2023 reprezintă bicentenarul nașterii poetului.
Poeziile sale au fost traduse în românește de Ștefan Octavian Iosif, Octavian Goga, Eugen Jebeleanu, Avram P. Todor, Costa Carei, Ion Pintilie, Alexandru Căprariu, Nicolae Labiș, George Coșbuc etc.
În tinerețe, filosoful Friedrich Nietzsche a fost atras de melancolia unora dintre poeme și a compus mai multe lied-uri romantice, cu ocazia Crăciunului din 1864: Ereszkedik le a felhő (Ständchen), Szeretném itthagyni… (Nachspiel), Te voltál egyetlen virágom (Verwelkt), Te vagy, te vagy, barna kislány (Unendlich).
În noiembrie 1903, primul vapor botezat cu numele poetului a dispărut fără urmă în Oceanul Atlantic, deși a fost comandat de un căpitan cu experiență și a avut un echipaj bine instruit.

## Galerie de imagini

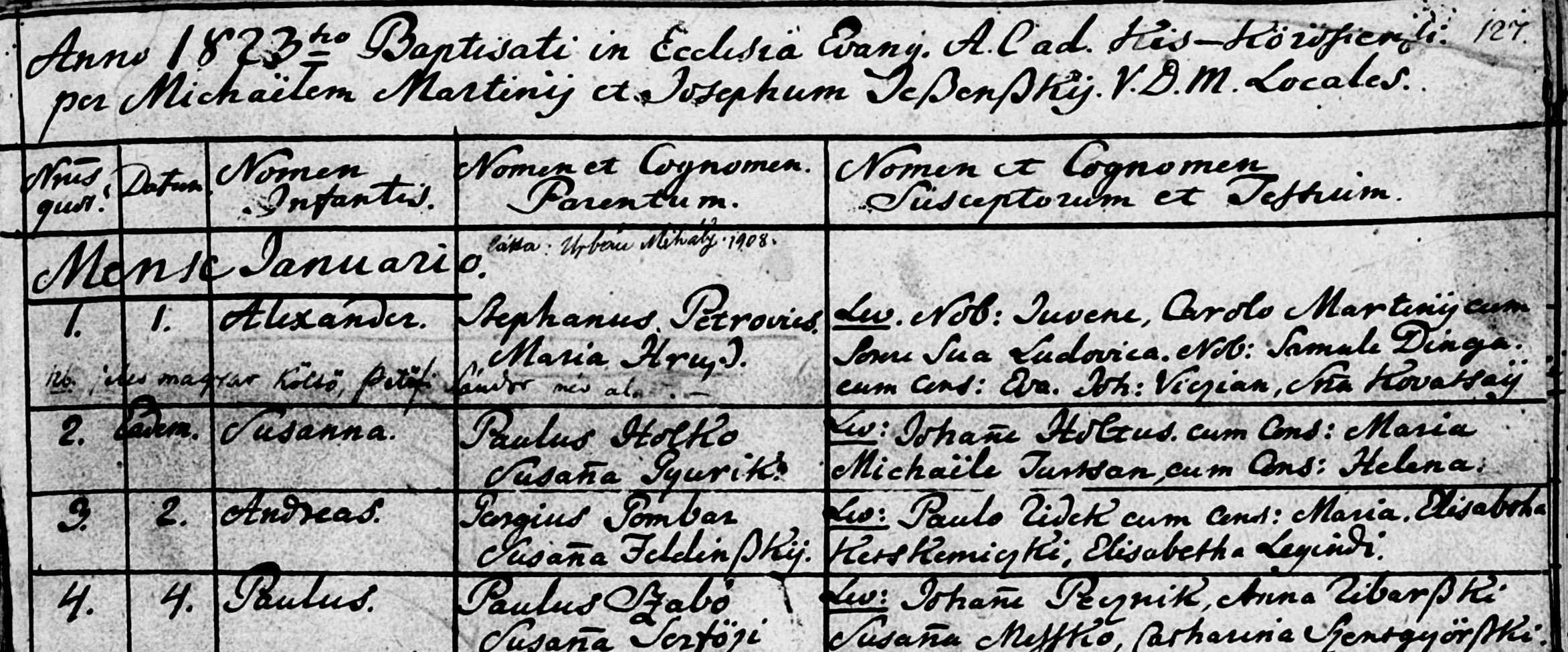
Însemnarea din registrul de botezuri al bisericii luterane: Alexander Petrovics
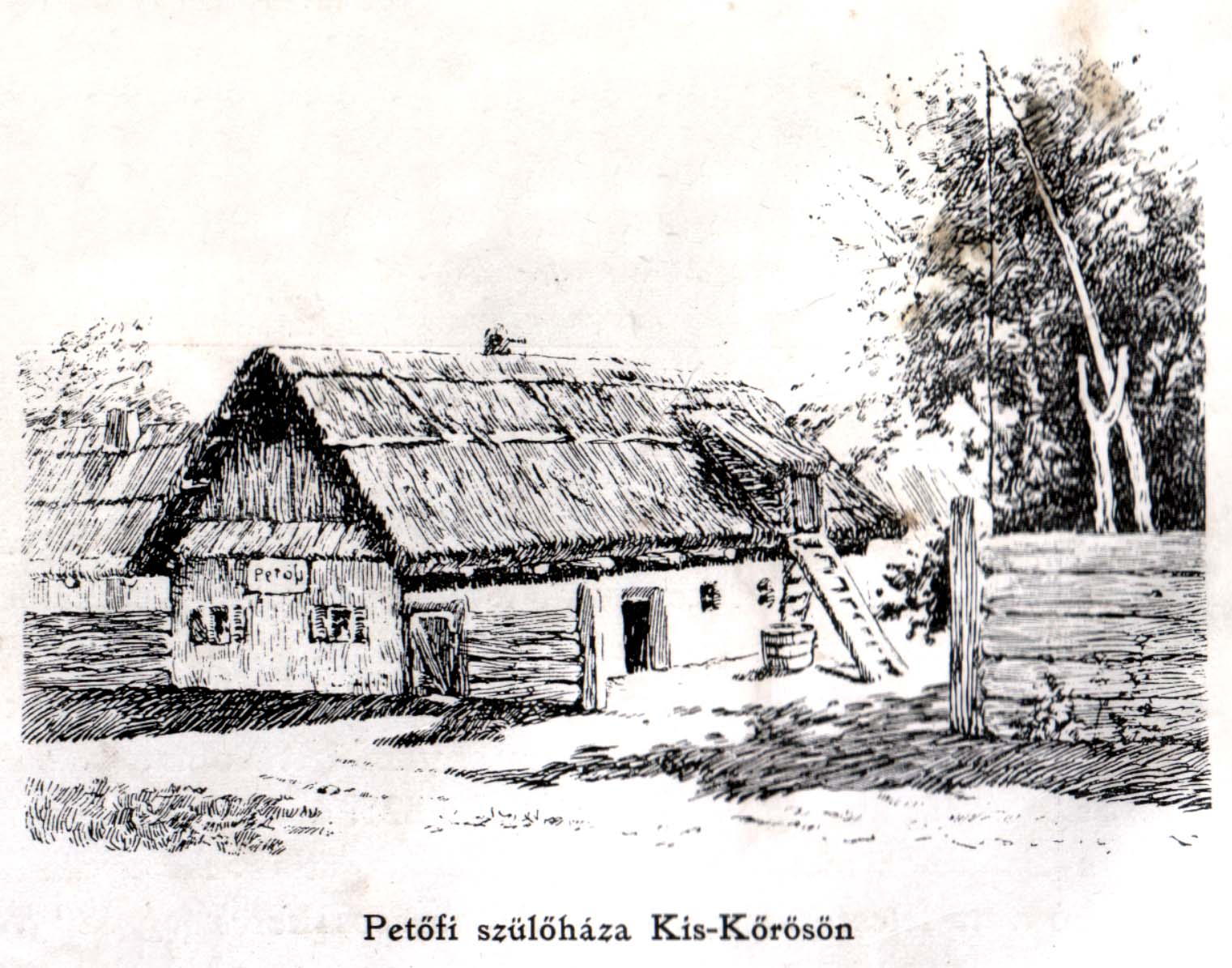
Casa unde s-a născut Petőfi, desen din 1907
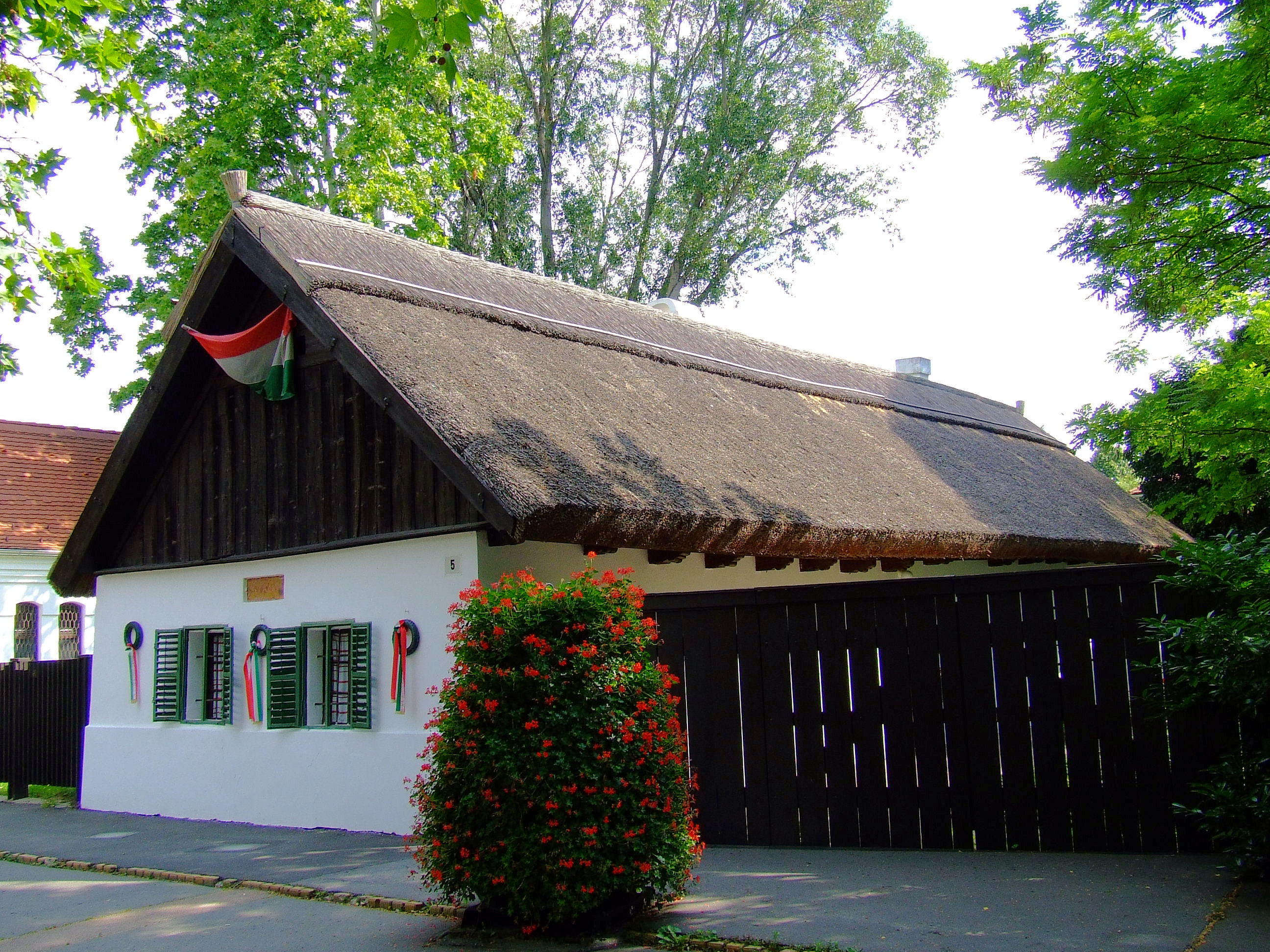
Casa unde s-a născut Petőfi
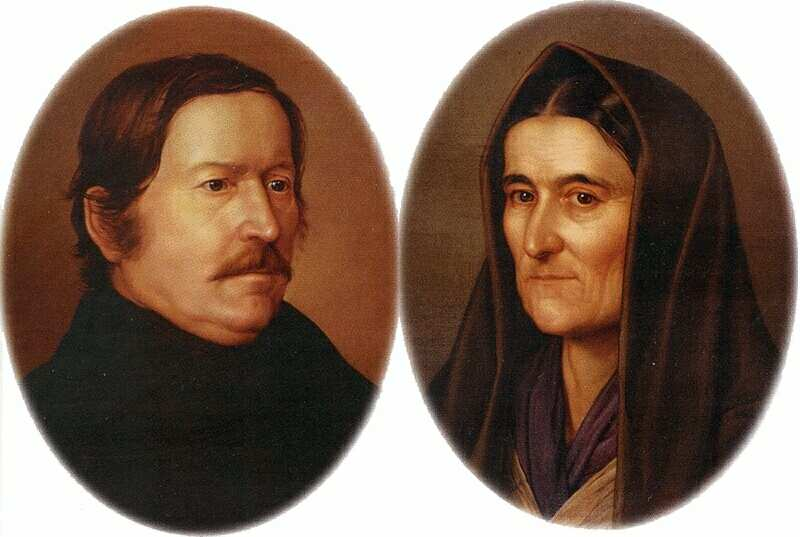
Părinţii poetului, pictaţi de Orlai Petrich Soma
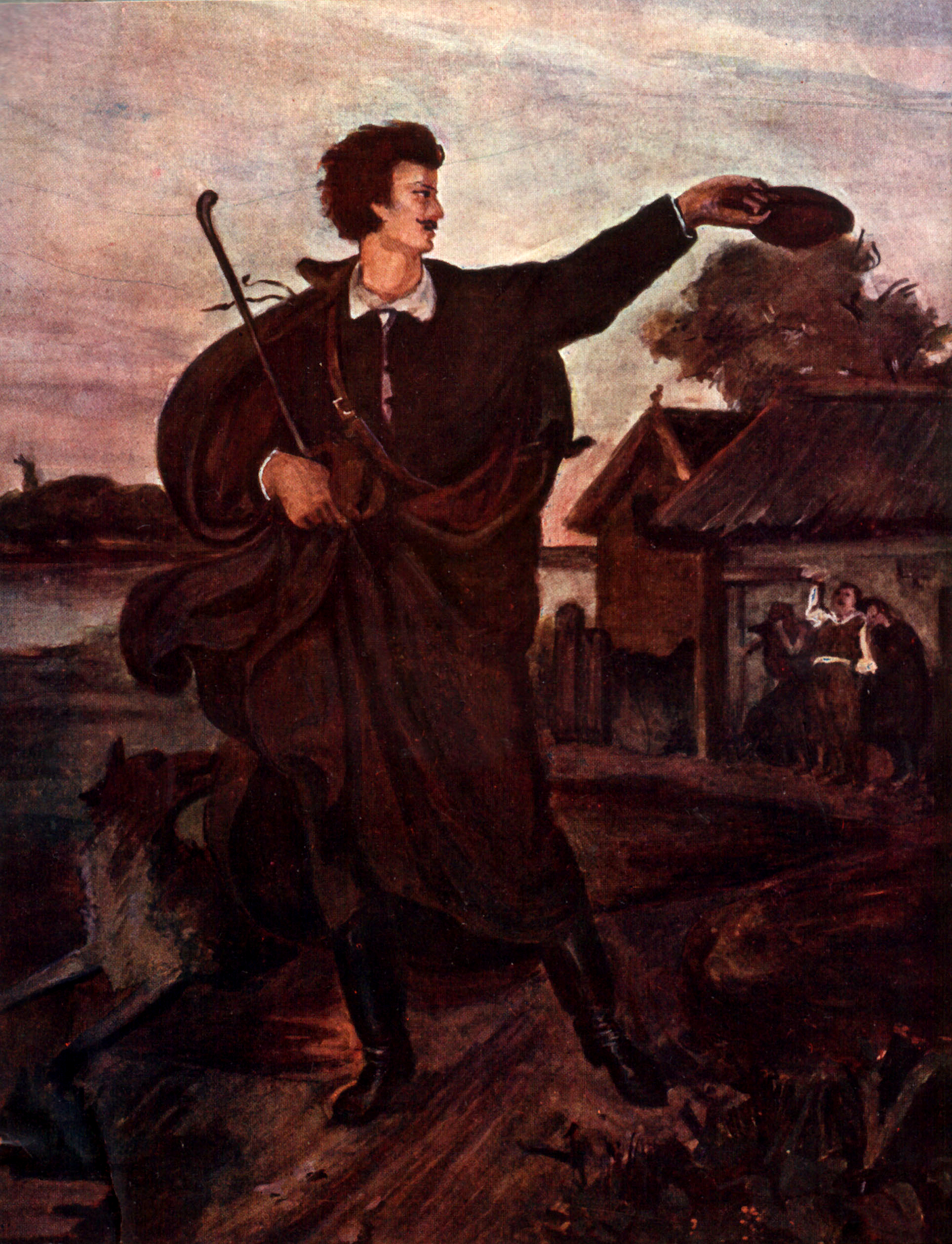
Petőfi îşi ia rămas bun de la casa părintească, pictură de Munkácsy Mihály
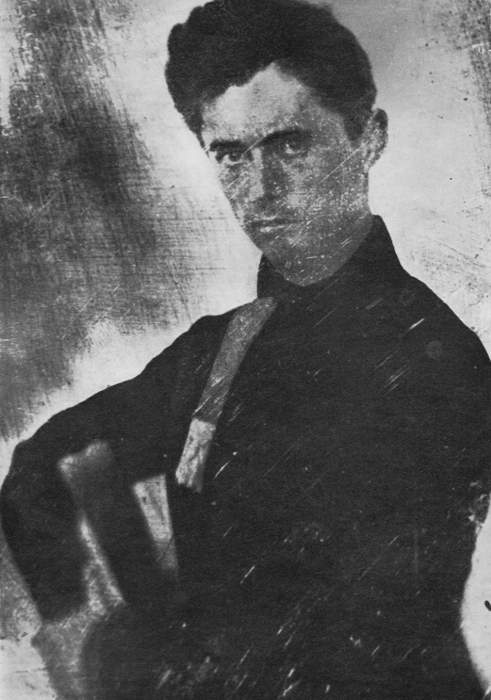
Portretul-daguerotopie din 1844 sau 1845
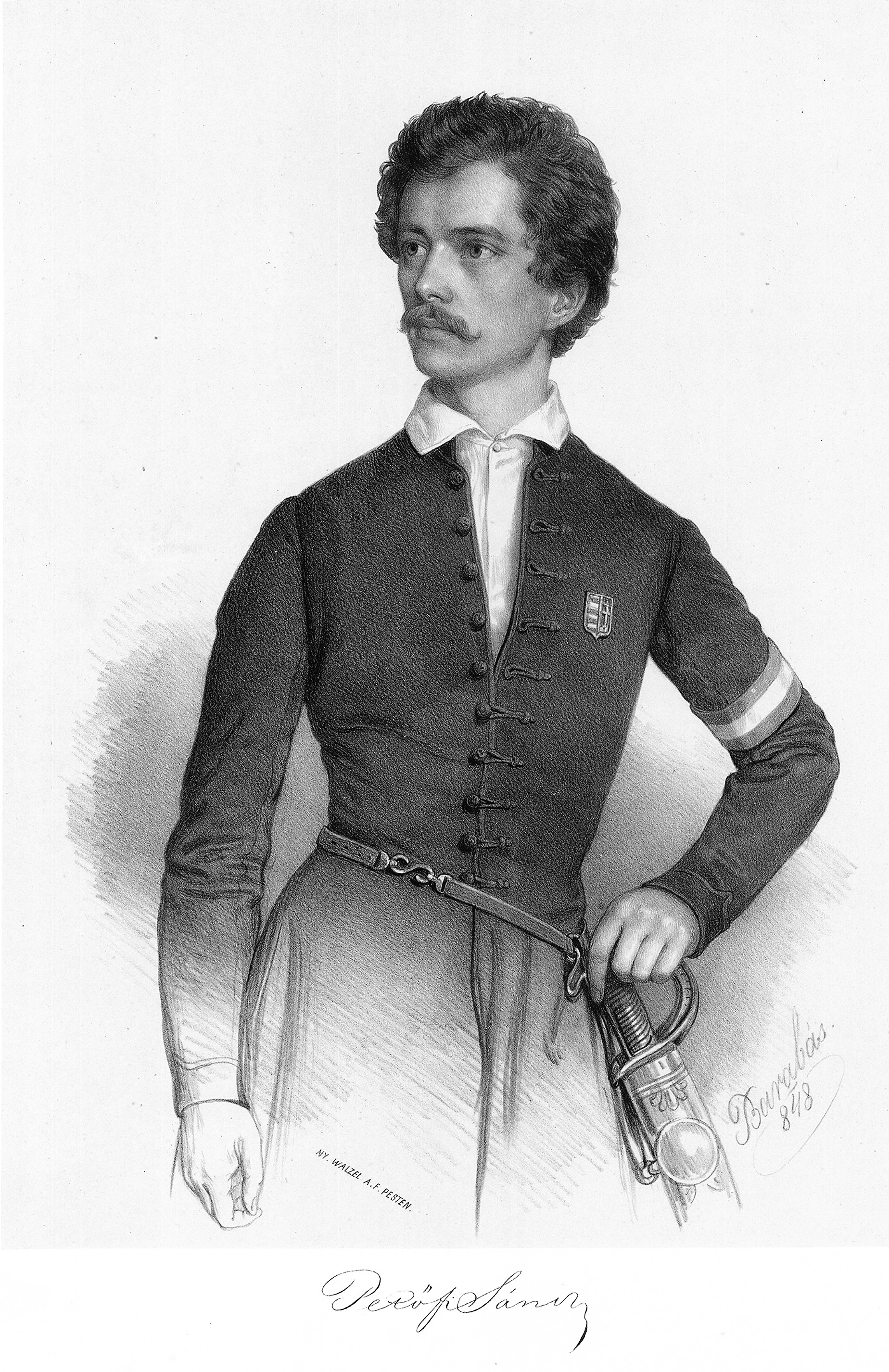
Portretul realizat de Barabás Miklós (litografie)
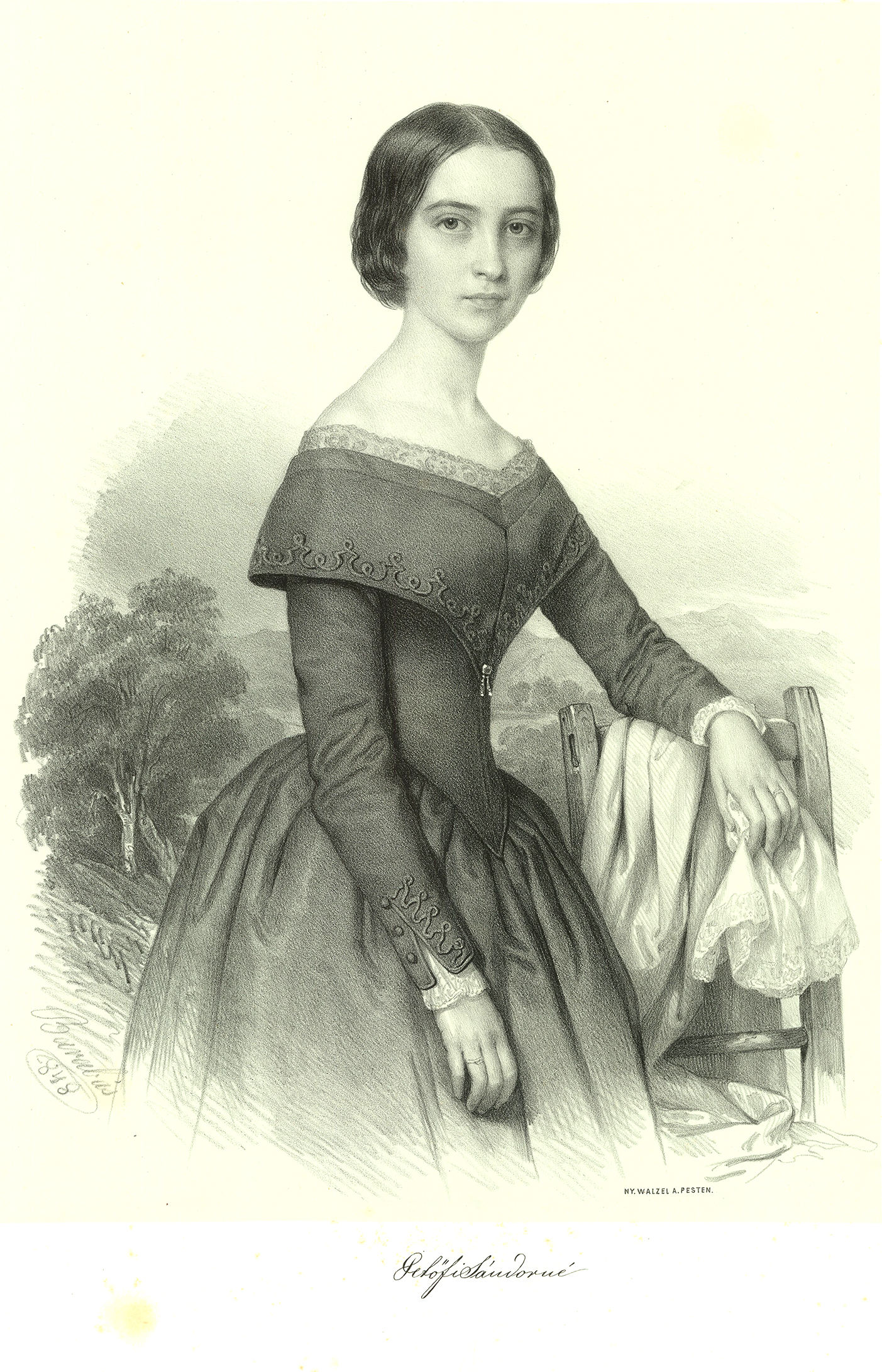
Portretul soţiei, Szendrey Júlia
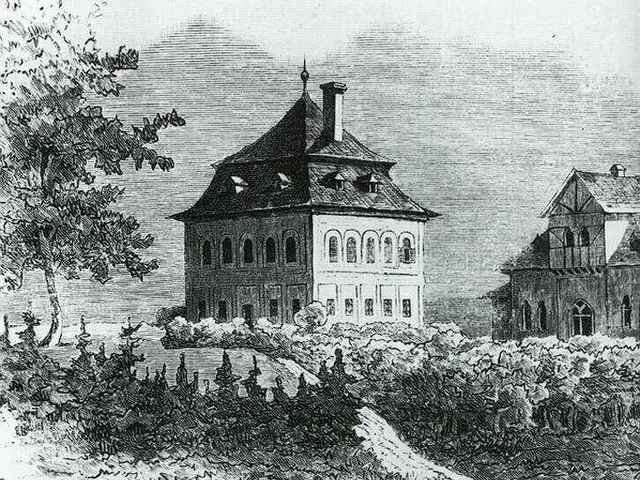
Castelul Teleki din Coltău